# Life RESCUE – záchranáři Praha
Life RESCUE – záchranáři Praha (oficiálním názvem Life RESCUE – záchranáři Praha školicí středisko první pomoci, někdy uváděno krátce jako Life RESCUE) je český zapsaný spolek působící jako školicí středisko první pomoci, který v této oblasti také provádí osvětu. Byl založen v roce 2001 a sídlí v Praze. Působí převážně na území České republiky. Spolek je způsobilý k pořádání akreditovaného kurzu MŠMT – zdravotník zotavovacích akcí.

## Historie
13. července 2001 bylo rozhodnuto o založení občanského sdružení. K zápisu došlo o měsíc později do rejstříku Ministerstva vnitra. V roce 2015 bylo nutno registrovat sdružení dle nového Občanského zákoníku u rejstříkového soudu a došlo ke změně názvu právnické osoby na zapsaný spolek. Spolek sídlí v Praze a působí na území České republiky, zejména v hlavním městě a středočeském kraji. Life RESCUE zajišťuje osvětovou činnost v oblasti první pomoci. Od svého založení pořádalo celorepublikové cvičení dobrovolných záchranářů a jednotek Českého červeného kříže v první pomoci s názvem Crossing RESCUE (záštitu převzala ZZS hl. m. Prahy). Později došlo[kdy?] k transformaci na celorepublikové metodické cvičení s názvem Save RESCUE. Toto cvičení probíhalo nejdříve v lokalitách Praha-západ (záštitu převzala tehdy ZZS Praha-západ) a později v okolí Svatošských skal na Karlovarsku pod záštitou ZZS Karlovarského kraje.

## Činnost

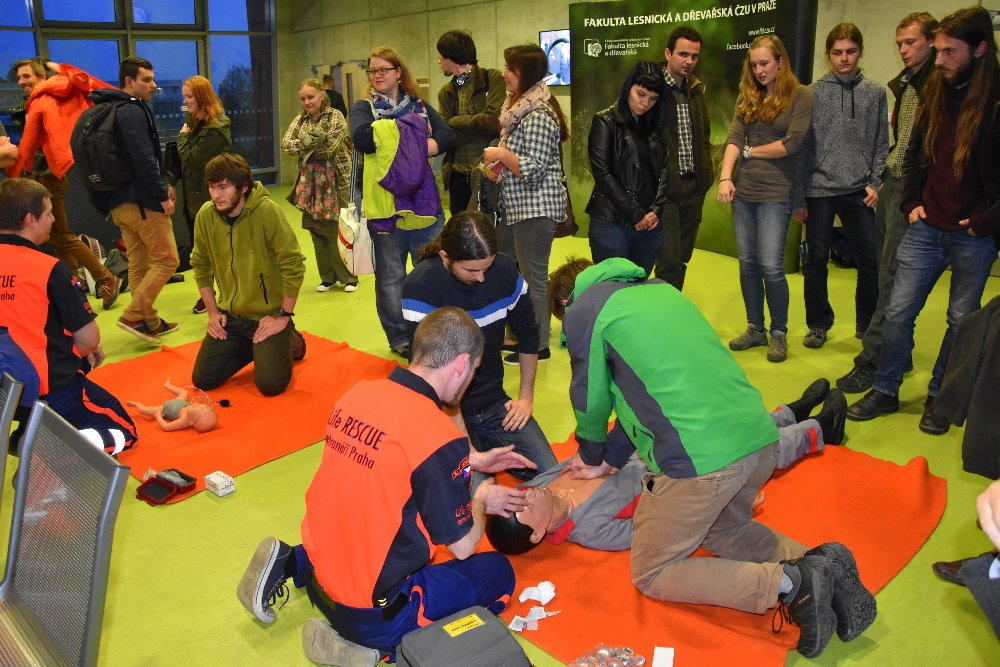
Jedno z cvičení

Důležitým prvkem po celou dobu činnosti je předávat informace nutné k poskytování první pomoci profesionální formou a za využití řady výukových a tréninkových pomůcek. Dále se spolek soustřeďuje na osvětovou činnost laické veřejnosti provozováním školení zaměstnanců firem a podniků. Osvětové akce také probíhají u dětských posluchačů, zejména na základních školách nebo táborech s možnou ukázkou záchranné techniky. Spolek je součástí krizového odboru Městské části Praha 6, pro který zajišťuje veškerou činnost spojenou s prevencí a výcvikem první pomoci. Každoročně se účastní tzv. Dnů IZS nebo akcí pro veřejnost jako je Den dětí či Fresh senior.
V roce 2017 došlo k dalšímu výraznému partnerství, a to s tvůrci aplikace Záchranka, která se stala významným pomocníkem nejen laiků při volání na operační středisko zdravotnické záchranné služby. Dalším pokrokem bylo navázání spolupráce s oddělením krizového řízení fakultní nemocnice Motol, kde se spolupráce odvíjí zejména při přípravě a organizaci nácviků aktivace traumaplánu. V roce 2017 došlo k prověření spolupráce při příležitosti cvičení jednotek záchranných služeb „Pražská 155“, kde byla část figurantů převezena do FN Motol a využita k nácviku aktivace traumaplánu. Koncem roku již spolek plně organizoval a připravoval nácvik traumaplánu pro dětskou část nemocnice.